# Zastava Arms
Zastava Arms (серб. Застава оружје) — сербська компанія, виробник вогнепальної зброї і артилерії, що базується у місті Крагуєваць. Заснована 1853 року. Провідний виробник вогнепальної зброї в Сербії, діяльність якого вносить значний вкладник у місцеву оборонну промисловість.
Zastava Arms виробляє і експортує широкий асортимент продукції більш ніж у сорок країн світу, наприклад югославську версію автомата Калашникова Zastava M70. Зброя експортується через державну компанію Yugoimport SDPR.

## Історія

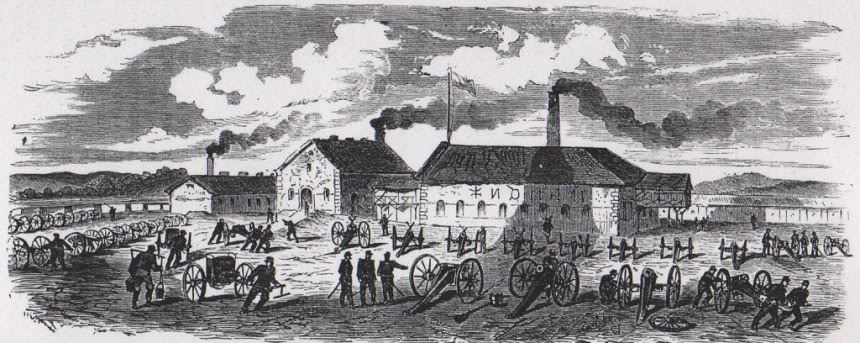
Збройовий завод в Крагуєваце, 1856 р.

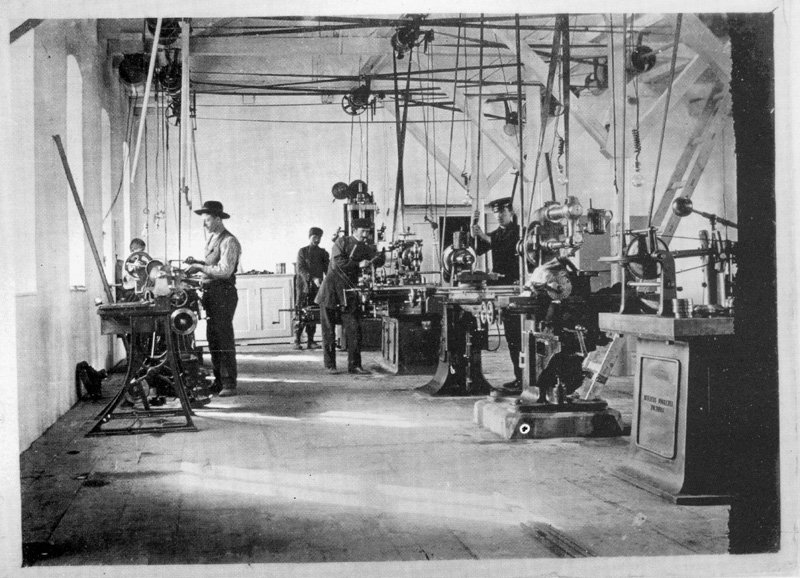
Майстерня заводу у 1910.

Початок виробництва зброї в країні простежується ще до Першого сербського повстання у 1804 році, коли були сформовані організовані збройні підрозділи на чолі з лідером Георгієм Петровичем, засновником династії Карагеоргієвичів. Для потреб повстання розпочалося виробництво мушкетів, а на початку 1808 року в Белградській фортеці успішне виробництво легких гармат під назвою Hajduk.
У 1832 році був побудований завод з виробництва зброї, який займався складанням частин зброї, вироблених місцевими стрільцями та спеціалізованими майстрами.  Під тиском Австро-Угорщини та Османської імперії Сербія була змушена перенести, у березні 1851 роцу, ливарний завод з Белграда до Крагуєваца, який став центром збройової промисловості.
Вже в 1853 році були відлиті перші стволи гармат, що забезпечило Сербському князівству власне виробництво зброї та спорядження. Таким чином 27 жовтня 1853 вважається датою заснування Zastava Arms. Між 1856 і 1860 роками завод отримал безліч поліпшень в своїй виробничій системі, що в кінцевому підсумку дозволило заводу виробляти зброю з повною взаємозамінністю деталей.
Після Берлінського конгресу у 1878 році, який надав незалежність Сербії, одним з головних пріоритетів країни стала модернізація озброєнь. Сербська гвинтівка «Piboduša» зразка 1870 року системи Пібоді була застарілою з її великим калібром 14,9 мм на тлі світової тенденції до переходу на малий калібр. Тому у 1879 році була створена комісія з вибору нової гвинтівки, головою якої був призначений військовий-конструктор Коста «Кока» Мілованович (Kosta «Koka» Milovanovic). Комісія організувала міжнародний конкурс, брати участь в якому могли конструктори і виробники зброї з усього світу. За результатами конкурсу, перемогу здобула німецька гвинтівка з поздовжньо-ковзаючим затвором Mauser Model 1871. У 1880 році Мілованович вніс низку змін у гвинтівку і зразок під патрон унікального калібру 10,15×63R був прийнятий на озброєння як Маузер-Міловановіч M1878/80, також відома як «Маузер-Кока» або «Кокінка».
Спочатку зброя виготовлялась у Німеччині як Mauser-Milovanović M1878/80. Однією з причин були добрі стосунки між родиною Маузер та сербським політичним керівництвом. Наприклад, Еліза Маузер (дочка Вільгельма Маузера ) вийшла заміж за Косту Мілованович у 1884 році.
У 1907 році 50000 гвинтівок було модернізовано в Крагуєваці — вони були перероблені під патрон 7×57 мм з бездимним порохом. Ці перероблені зразки отримали позначення «Mauser-Milovanovic-Djurich М 80/07».
Під час Першої світової війни виробництво зброї в Крагуєваці було припинено, у 1914 році воно було передислоковано до Нишу, а в 1916 році - до Франції. Наприкінці війни більшість робітників повернулися додому і завод продовжив виробництво в липні 1919 року.
У 1924 і 1925 роках Сербія підписала угоду про ліцензійне виробництво з FN Herstal, яка дозволила випускати гвинтівки Mauser M1924 під патрон 7,92×57mm Mauser. Також був побудований завод з виробництва гвинтівок і боєприпасів. Завод з виробництва боєприпасів почав працювати 22 березня 1928 року, а завод з виробництва гвинтівок був введений в експлуатацію 15 жовтня (на честь 75-річчя першого лиття гармат у Крагуєваце). У 1928 році виробництво становило 200 гвинтівок та 200 000 набоїв на день.

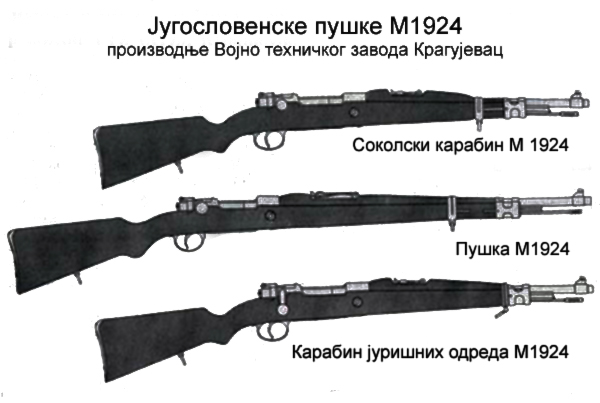
Югославський Mauser M1924 і його різновиди.

У 1930 році підприємство почало виробництво сигнальних пістолетів М 1929 калібру 26 мм, на підставі чехословацької ліцензії. У липні 1936 року завод отримав ліцензію від Zbrojovka Brno на виробництво ручних кулеметів ZB vz.26.
Під час Другої світової війни підприємство сильно постраждало. Коли 21 жовтня 1944 року було звільнено Крагуєваць, завод був відновлений протягом декількох місяців, виробництво почалося в тому ж році, коли був випущений 9-міліметровий пістолет-кулемет M 1944 B2. Наступною післявоєнною гвинтівкою була Zastava М48, створена на основі німецької гвинтівки Mauser 98k та бельгійської Mauser M1924, яка поєднувала в собі переваги двох попередніх гвинтівок.
У 1946 році завод було перейменовано у Crvena Zastava і розпочато виробництво зброї за радянським дизайном, як Zastava M49, а пізніше зброї на базі німецької, що залишилася після нацистської окупації країни, як Zastava M56, спрощеного аналога MP-40.
Виробництво пневматичних і спортивних гвинтівок на основі гвинтівки М48 почалося в 1953 році. У 1954 році завод налагодив виробництво мисливських рушниць, а також кулеметів Zastava M53 на базі MG-42. У 1964 році було розпочато серійне виробництво самозарядною гвинтівки Zastava M59/66 (PAP M59) під патрон 7,62×39 мм, копії радянського карабіна СКС.

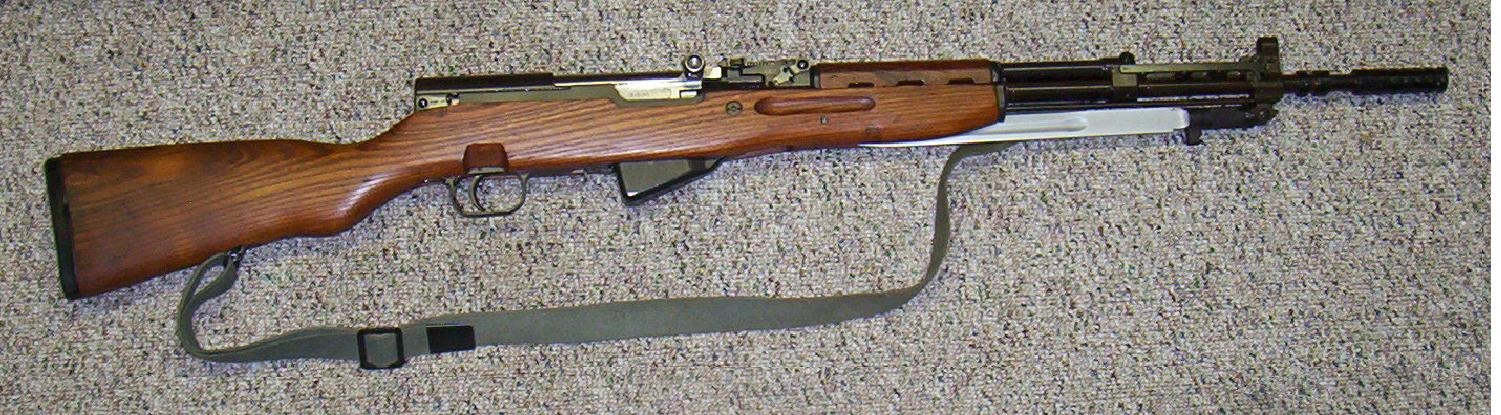
Zastava M59/66 (PAP M59)

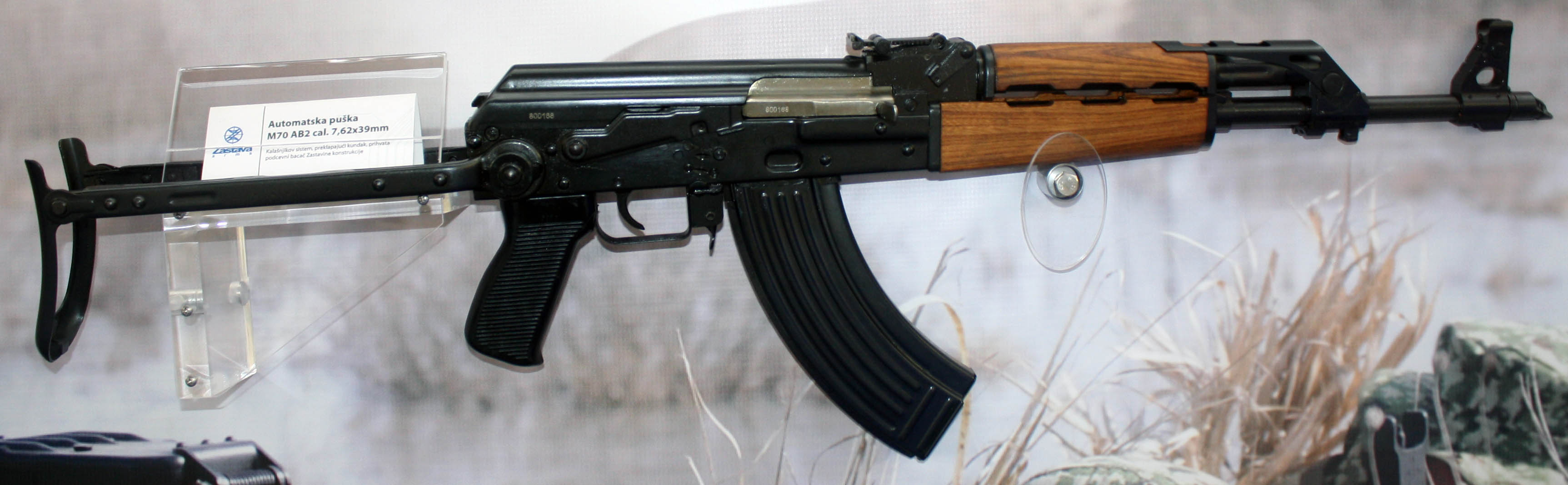
Zastava M70

У 1964 році завод почав розробку штурмової гвинтівки на базі радянського автомата Калашникова, під індексом M67 в 1967 році. На базі M67 завод розробив автомат під патрон 7,62×39 мм, який пішов у серію під назвою Застава M70 в наступному році. M70 було прийнято на озброєння Югославської народної армії у 1970 році. На базі M70 випускалися гвинтівки під боєприпаси NATO, такі як 7,62×51 і 5,56×45 мм. У 1988 році на заводі був розроблений компактний пістолет Zastava M88.

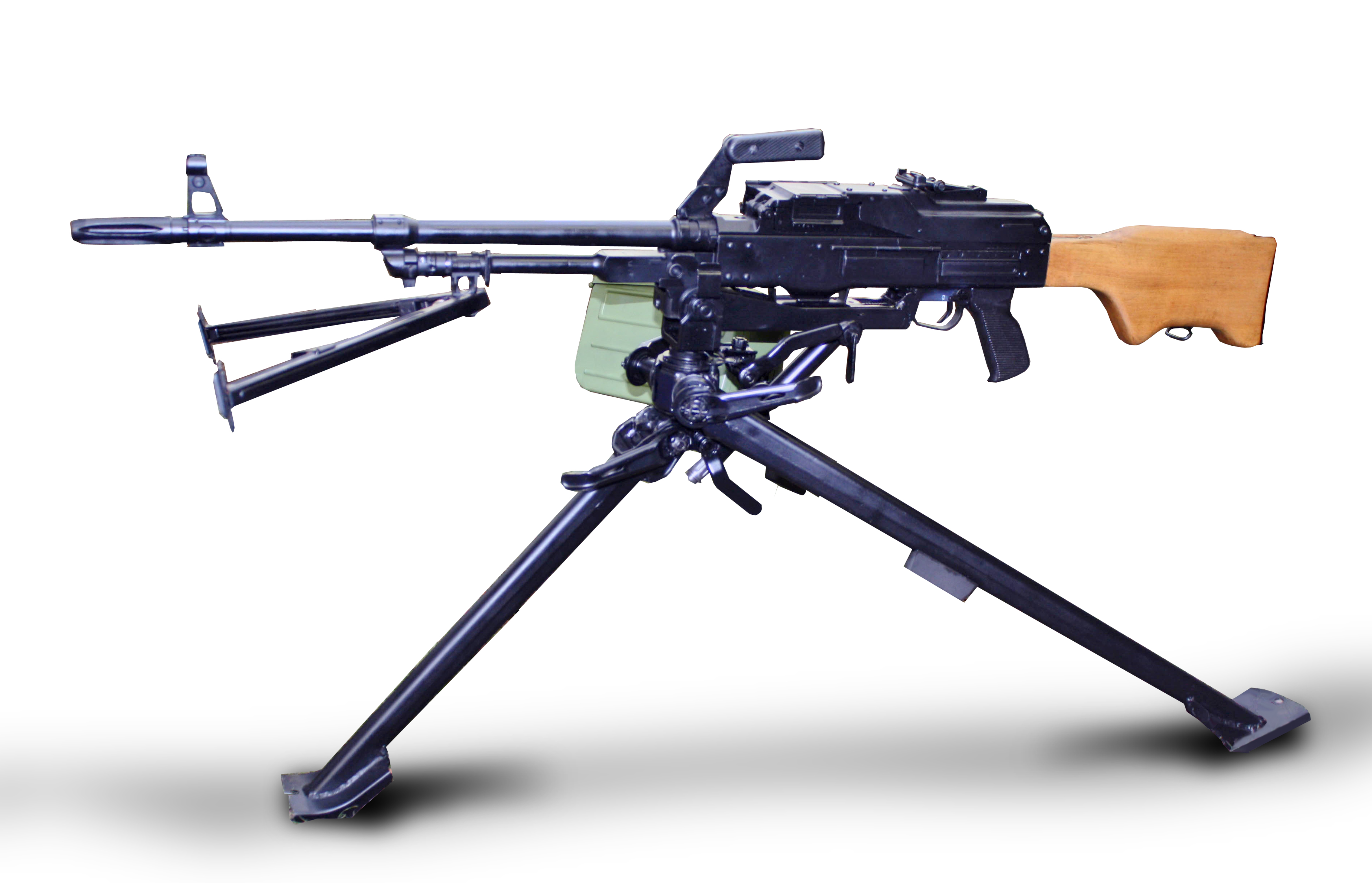
Кулемет М84 на станку

У 1980-х роках був запущений завод з виробництва кулеметів M84, M86 під патрон 7,62×54 мм R і великокаліберного кулемета М87. У липні 1989 року завод приступив до розробки пістолета подвійної дії Zastava CZ 99 калібру 9 мм PARA. У 1992 році завод почав серійне виробництво карабіна з вкороченим стволом M92 на базі автомата Zastava М85/М90. Використовуючи конструкцію системи Маузера, завод розробив 12,7-мм далекобійну гвинтівку Zastava M93 «Чорна стріла».
Під час югославських війн 1991-1995 років ООН застосовувала ембарго щодо імпорту та експорту зброї з Югославії, в результаті якого виробництво сповільнилося. У 1999 році завод був пошкоджений бомбардуваннями НАТО і в наступні роки розпочався повільний процес відновлення військової промисловості.
У 2005 році компанія змінила назву на Zastava Arms. Згодом санкції були зняті і експорт зброї відновився. У 2005 році був підписаний меморандум про взаєморозуміння з Remington Arms для експорту мисливської та спортивної зброї в США, Канаду і Мексику. З 2005 по 2014 рік Zastava Arms займалася реструктуризацією.
На підставі ліцензії, наданої компанії 26 серпня 2008 року, Zastava Arms розпочала серійне виробництво Zastava M21, яка стала новою штатною гвинтівкою сербської армії.
У 2017 році Уряд Сербії інвестував 9,7 мільйона євро в модернізацію заводу для потреб оборонної промисловості.
У січні 2019 року було оголошено про створення Zastava Arms USA, яке буде виконувати функції "ексклюзивного імпортера та дистриб'ютора" продукції Zastava Arms для ринку США. Станом на червень 2019 року податковий борг компанії зріс до 85 мільйонів євро, а загальний борг склав близько 145 мільйонів євро.
Виробництво вогнепальної зброї у 2020 році зросло на 20%, незважаючи на пандемію COVID-19. У 2020 році були укладені угоди, вартістю 95 млн USD, з покупцями з Азії, Африки та США.

## Продукція

### Цивільна
Пневматичні гвинтівки:
- Zastava VP97
- Zastava GP45

Мисливські карабіни:
- Zastava LK M70 (Lovački karabin M70)
- Zastava M85
- Zastava M48
- Zastava М808
- Zastava M07 Match

 Гвинтівки малого калібру:
- Zastava MP 22 / MP 22 N
- Zastava MP 17 / MP 17 N
- Zastava MP 22 Fullstock
- Zastava MP 17 Fullstock

Напівавтоматичні карабіни:
- Zastava PAP (серія спортивних гвинтівок)
- Zastava M2010

Пістолети:
- Zastava EZ9 / EZ40
- Zastava CZ999
- Zastava CZ999 Compact
- Zastava М88
- Zastava M57
- Zastava М70 (пістолет)

 Револьвери
- Zastava Magnum 357

### Військова
Автоматичні гвинтівки:
- Zastava M05
- Zastava M21
- Zastava М70 (копія АКМ)
- Zastava М90
- Zastava М92

Кулемети:
- Zastava M53 (копія MG-42)
- Zastava M72
- Zastava M77
- Zastava M77 B1
- Zastava М84 (копія ПКМ)
- Zastava M86 (копія ПК-танковий)

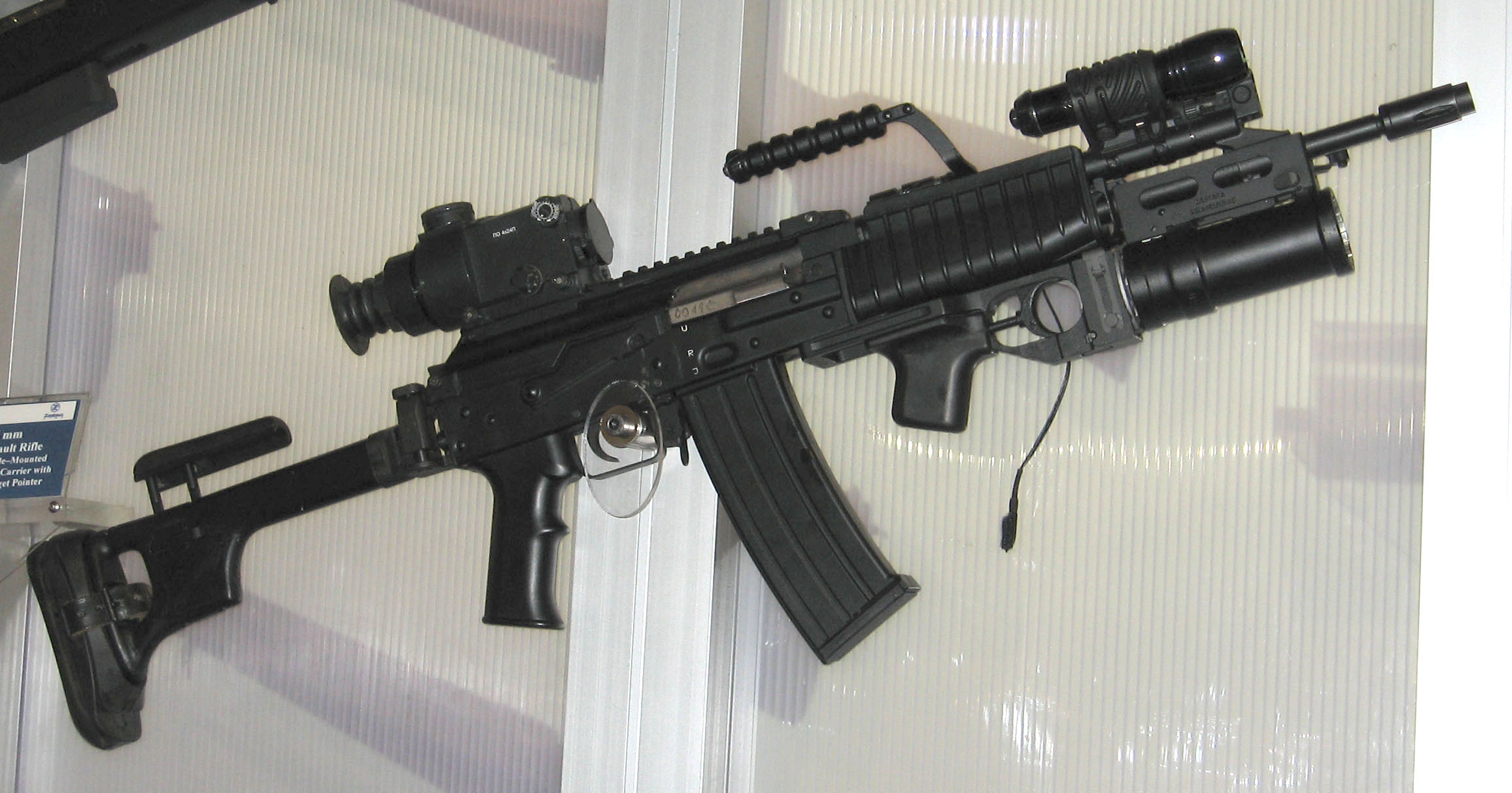
Автоматична гвинтівка М21.

- Zastava M87 (ліцензійна копія НСВ-12,7 «Утьос»)

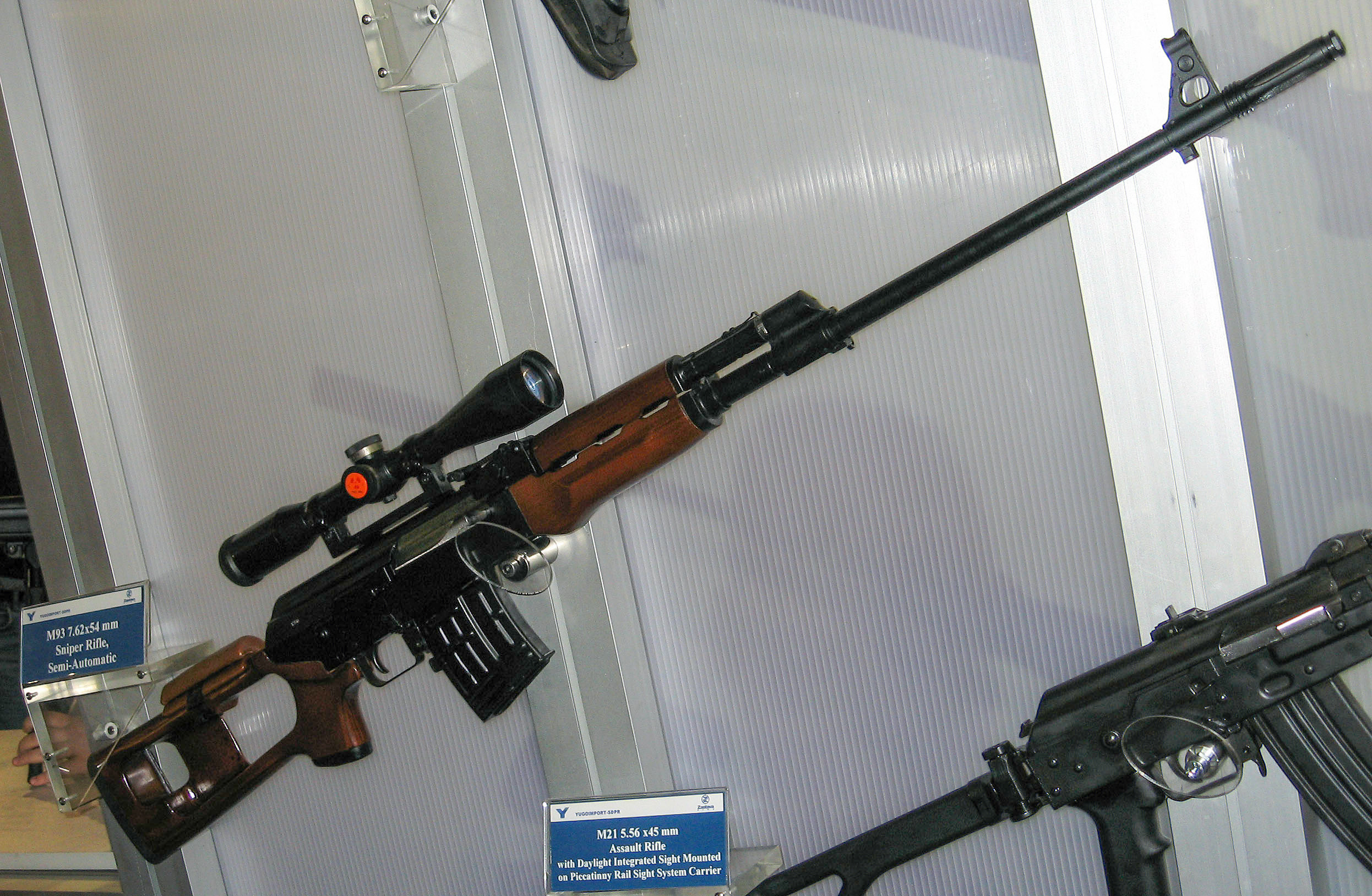
Снайперська гвинтівка M91.

- Zastava M02 Coyote
- Zastava M07

Пістолети-кулемети:
- Zastava M84
- Zastava Master FLG
- Zastava M97 (копія Mini Uzi)

Снайперські гвинтівки:
- Zastava M76
- Zastava M91
- Zastava M93 Black Arrow
- Zastava M12 Black Spear

Автоматичні гранатомети:
- Zastava M93 (BGA)

Гранатомети:
- Zastava BGA 30 mm
- PBG-40 мм